# Seznam základních logických obvodů
Tento článek je seznamem základních logických obvodů.

## Popis
V matematice existují logické funkce – negace, logický součet, logický součin, implikaci a ekvivalence. Mezi základní logické funkce patří: NOT, OR, NOR, NAND, AND, XOR.

## Základní logické funkce

### NOT
NOT = Negace. Tato logická funkce vezme vstup a zneguje na výstup.
| A | Y (NOT) |
| - | ------- |
| 0 | 1       |
| 1 | 0       |

### OR
OR = Logický součet. Tato logická funkce sečte vstup a výsledek dá na výstup.
| A | B | Y (OR) |
| - | - | ------ |
| 0 | 0 | 0      |
| 0 | 1 | 1      |
| 1 | 0 | 1      |
| 1 | 1 | 1      |

### NOR
NOR = Negovaný logický součet. Tato logická funkce sečte vstup a negovaný výsledek dá na výstup.
| A | B | Y (NOR) |
| - | - | ------- |
| 0 | 0 | 1       |
| 0 | 1 | 0       |
| 1 | 0 | 0       |
| 1 | 1 | 0       |

### NAND
NAND = Negovaný logický součin. Tato logická funkce vynásobí mezi sebou vstup a negovaný výsledek dá na výstup.
| A | B | Y (NAND) |
| - | - | -------- |
| 0 | 0 | 1        |
| 0 | 1 | 1        |
| 1 | 0 | 1        |
| 1 | 1 | 0        |

### AND
AND = logický součin. Tato logická funkce vynásobí mezi sebou vstup a výsledek dá na výstup.
| A | B | Y (AND) |
| - | - | ------- |
| 0 | 0 | 0       |
| 0 | 1 | 0       |
| 1 | 0 | 0       |
| 1 | 1 | 1       |

### XOR
XOR = Exkluzivní disjunkce.
| A | B | Y (XOR) |
| - | - | ------- |
| 0 | 0 | 0       |
| 0 | 1 | 1       |
| 1 | 0 | 1       |
| 1 | 1 | 0       |